# 신시바마타역
신시바마타역(일본어: 新柴又駅)은 일본 도쿄도 가쓰시카구에 있는 철도역이다.

## 타는 곳
| 1 | ■ 호쿠소 선 | 게이세이 다카사고 방면 게이세이 선 아오토·오시아게 방면 ○ 도영 지하철 아사쿠사 선 아사쿠사·니혼바시·센가쿠지·니시마고메 방면 게이힌 급행 전철 시나가와·하네다 공항·요코하마·게이큐 구리하마·미사키구치 방면 |
| 2 | ■ 호쿠소 선 | 히가시마쓰도·신카마가야·인자이마키노하라·인바 니혼 의대 방면 |

## 역세권 정보
- 에도강

## 역사
- 1991년 3월 31일: 영업 개시.
- 2010년 7월 17일: 역 번호 'HS 01'이 부여.

## 인접역
| 호쿠소 철도 호쿠소 선                                     | 호쿠소 철도 호쿠소 선 | 호쿠소 철도 호쿠소 선            |
| --------------------------------------------------------- | --------------------- | -------------------------------- |
| KS 10 게이세이 다카사고 니시마고메 · 하네다 국제공항 방면 | ● 급행 ● 보통         | HS 02 야기리 인바니혼이다이 방면 |

※ 나리타 스카이액세스(게이세이 전철 나리타 공항선)와 공용 구간이지만 당역에는 게이세이 전철이 운행하는 열차는 정차하지 않는다.
※ 호쿠소 선 급행은 평일 저녁 하행만을 운행한다.